# Elevance Health

Altes Logo bis Juni 2022

Elevance Health (bis Juni 2022 Anthem, davor WellPoint) ist ein US-amerikanisches Krankenversicherungsunternehmen mit Firmensitz in Indianapolis, Indiana. Das Unternehmen ist im Aktienindex S&P 500 gelistet und ist ein Lizenznehmer der Blue Cross Blue Shield Association.
Elevance Health beschäftigt rund 102.300 Mitarbeiter und hat rund 41 Millionen Versicherungskunden (Stand: 2022). In den Forbes Global 2000 der weltweit größten Unternehmen belegt Elevance Health Platz 105 (Stand: Geschäftsjahr 2019). Das Unternehmen kam Mitte 2019 auf einen Börsenwert von über 70 Mrd. USD.
Der Name des Unternehmens war zunächst Wellpoint. Im Dezember 2014 hat sich das Unternehmen in Anthem umbenannt. Seit Juni 2022 heißt es Elevance Health.